# Grensholm

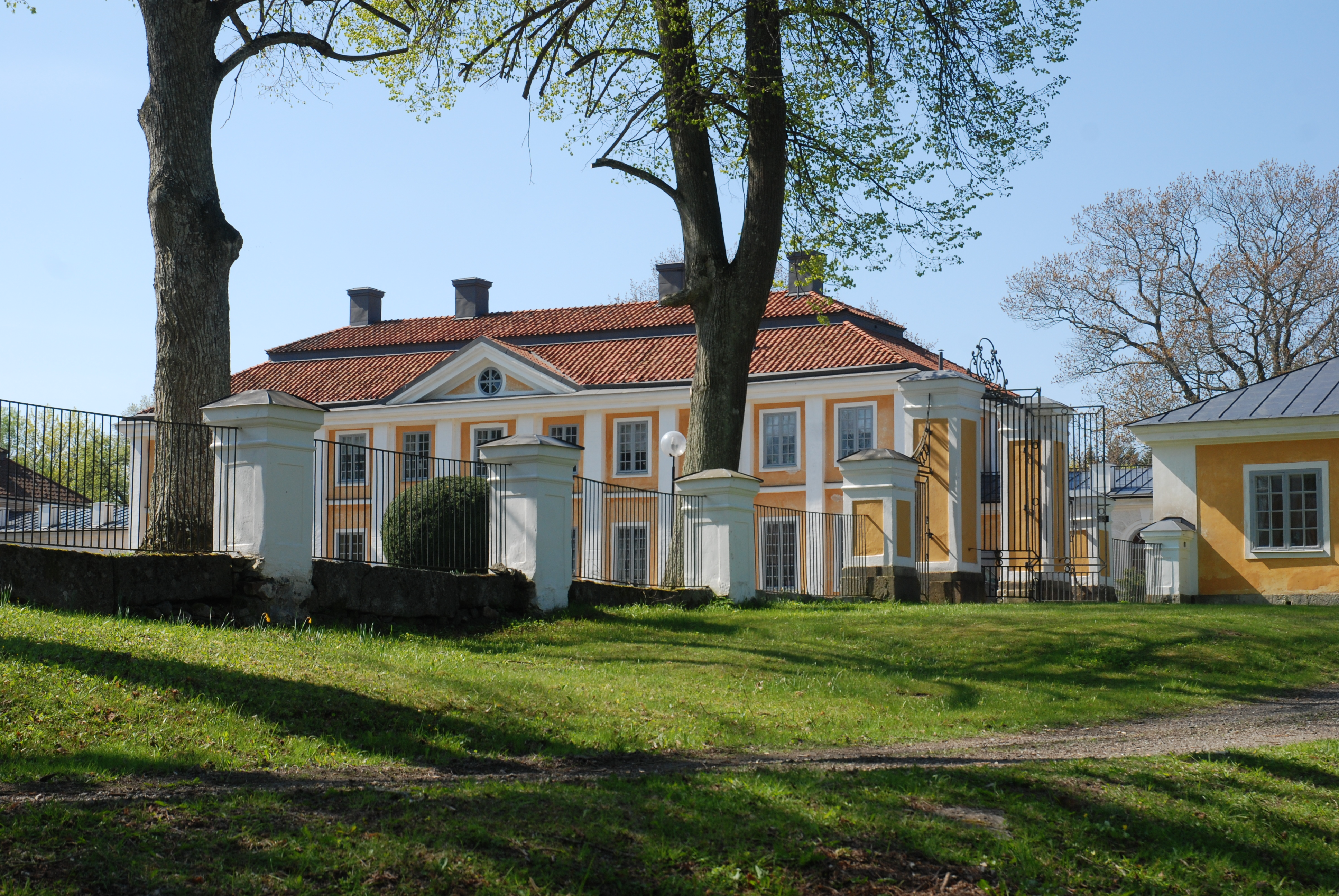
Vy över huvudbyggnaden.

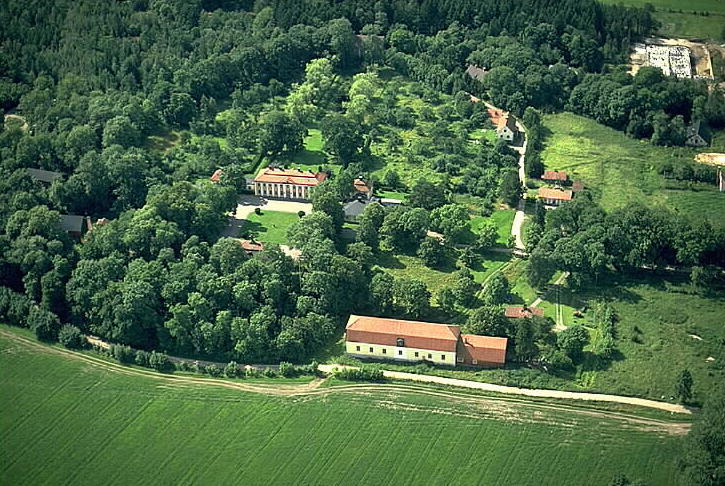
Flygfoto över slottet 1991.

Grensholm är ett slott i Vånga socken, Norrköpings kommun i Östergötland. Slottet ligger vid sjön Roxen. 

## Historik
Huvudbyggnaden tillkom troligen under andra hälften av 1600-talet. Idag är den omgjord i karolinsk stil. Den är omgiven av en fransk park med spegeldamm. På godset finns ett antal torp, varav många uppfördes i sten av dalkarlar under 1700-talets mitt. En senmedeltida huvudbyggnad i sten byggdes under 1500-talet om till gårdskapell. Gården har välbevarade ekonomibyggnader från 1700- och 1800-talen, bland annat ett gårdsmejeri. Fattighuset från 1700-talet brann ner 2004. Ruinen efter den medeltida borganläggningen Åls stenhus ligger på slottsudden.
Slottet fick sitt nuvarande namn efter riksrådet Magnus Gren. Släkten Gren har senare ändrat namnet till Green. Genom olika giften kom slottet att ägas av bland annat släkterna Ryning, Rosengren och Ribbing, då Metta Rosengren gifte sig med Sven Ribbing år 1614. Det stannade i släktens ägo till 1706. Grensholm tillhörde ätten Spens från 1706 till 1904 då det såldes till friherre Johan Mannerheim.   
Gustaf Mannerheim gjorde sin segerparad i Helsingfors – efter att ha vunnit över de röda i inbördeskriget i Finland, den 16 maj 1918 – ridande på hästen Neptun uppfödd av brodern Johan på Grensholm. Mannerheim avgick dock som överbefälhavare strax därefter på grund av det som han uppfattade som ett tysksinnat förhållande i regeringen. Han kom därför efter inbördeskrigets slut att tillbringa en stor del av sommaren 1918 på Grensholm. Under perioden mellan Finska vinterkriget och Fortsättningskriget skickade Gustaf Mannerheim sitt privata arkiv som legat i ett säkerhetsvalv i Finlands Bank till Grensholm, för att undvika att de eventuellt skulle hamna i ryssarnas händer. Till och med efter krigsslut och av rädsla för kommunistiskt maktövertagande i likhet med Prag 1948 lät Mannerheim frakta allt återstående, brev, uppteckningar med mera till Grensholm.  
Arkivet i Grensholm kom sedermera att kallas Grensholmsarkivet, vilket bland andra Stig Jägerskiöld kom att nyttja för sin Mannerheimbiografi.  
Under många år tillhörde Grensholm Augustin Mannerheim tills godset såldes 1982. Augustin tjänade under finska vinterkriget som frivillig sergeant i SFK. Idag ägs Grensholm av familjen Lagerfelt. På godset bedrivs jordbruk och viss konferensverksamhet.